# Доротея Даґласс Ламберт Чамберс
Доротея Даґласс Ламберт Чамберс (англ. Dorothea Douglass Lambert Chambers; 3 вересня 1878 — 7 січня 1960) — колишня британська тенісистка.
Перемагала на турнірах Великого шолома в одиночному розряді.

## Фінали турнірів Великого шолома

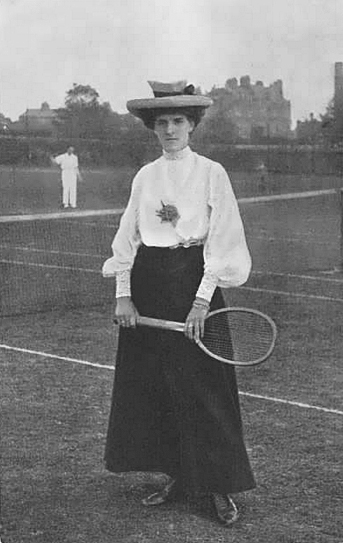
Доротея Ламберт Чамберс у 1906

### Одиночний розряд: 11 (7–4)
| Результат   | Рік  | Турнір                   | Покриття | Суперниці            | Рахунок        |
| ----------- | ---- | ------------------------ | -------- | -------------------- | -------------- |
| Перемога *  | 1903 | Вімблдонський турнір     | Трава    | Етель Томсон-Ларкомб | 4–6, 6–4, 6–2  |
| Перемога    | 1904 | Вімблдонський турнір (2) | Трава    | Шарлотта Купер       | 6–0, 6–3       |
| Поразка     | 1905 | Вімблдонський турнір     | Трава    | Мей Саттон           | 3–6, 4–6       |
| Перемога    | 1906 | Вімблдонський турнір (3) | Трава    | Мей Саттон           | 6–3, 9–7       |
| Поразка     | 1907 | Вімблдонський турнір     | Трава    | Мей Саттон           | 1–6, 4–6       |
| Перемога    | 1910 | Вімблдонський турнір (4) | Трава    | Дора Бутбі           | 6–2, 6–2       |
| Перемога    | 1911 | Вімблдонський турнір (5) | Трава    | Дора Бутбі           | 6–0, 6–0       |
| Перемога ** | 1913 | Вімблдонський турнір (6) | Трава    | Вініфред Макнейр     | 6–0, 6–4       |
| Перемога    | 1914 | Вімблдонський турнір (7) | Трава    | Етель Томсон-Ларкомб | 7–5, 6–4       |
| Поразка     | 1919 | Вімблдонський турнір     | Трава    | Сюзанн Ленглен       | 8–10, 6–4, 7–9 |
| Поразка     | 1920 | Вімблдонський турнір     | Трава    | Сюзанн Ленглен       | 3–6, 0–6       |

* This was the all-comers final as Мюрієл Робб did not defend her 1902 Wimbledon титул, which resulted in the winner of the all-comers final winning the challenge round, and thus, Wimbledon in 1903 by walkover.

** This was the all-comers final as Етель Томсон-Ларкомб did not defend her 1912 Wimbledon титул, which resulted in the winner of the all-comers final winning the challenge round and, thus, Wimbledon in 1913 by walkover.

### Парний розряд:3 поразки
| Результат | Рік  | Турнір               | Покриття | Партнерка            | Суперниці                    | Рахунок        |
| --------- | ---- | -------------------- | -------- | -------------------- | ---------------------------- | -------------- |
| Поразка   | 1913 | Вімблдонський турнір | Трава    | Шарлотта Купер       | Дора Бутбі Вініфред Макнейр  | 6–4, 4–2, ret. |
| Поразка   | 1919 | Вімблдонський турнір | Трава    | Етель Томсон-Ларкомб | Сюзанн Ленглен Елізабет Раян | 6–4, 5–7, 3–6  |
| Поразка   | 1920 | Вімблдонський турнір | Трава    | Етель Томсон-Ларкомб | Сюзанн Ленглен Елізабет Раян | 4–6, 0–6       |

### Мікст:1 поразка
| Результат | Рік  | Турнір               | Покриття | Партнерка      | Суперниці                     | Рахунок  |
| --------- | ---- | -------------------- | -------- | -------------- | ----------------------------- | -------- |
| Поразка   | 1919 | Вімблдонський турнір | Трава    | Albert Prebble | Елізабет Раян Рендолф Лайсетт | 0–6, 0–6 |